# Quero Ser uma Estrela
Quero Ser uma Estrela é um filme português realizado por José Carlos de Oliveira, estreado em 28 de Outubro de 2010.

## Sinopse
Teresa (Dalila Carmo) descobre em Moçambique que o marido, Xavier (Filipe Vargas), se perdeu na prostituição de menores. Foge para a África do Sul onde encontra a filha da empregada, prostituída. Acaba por conseguir que a polícia moçambicana a salve e testemunha contra a rede de prostituição de menores. Torna-se uma estrela. A menina, resgatada, tem a atenção da Comunicação Social e também se torna uma estrela.

## Elenco
- Filipe Vargas... Xavier Lopes da Fonseca
- Dalila Carmo... Teresa
- Eric Santos... António Jorge
- Luís Esparteiro... Embaixador de Portugal
- Filipe Crawford... José Meireles
- Joana Fartaria...
- Gilberto Mendes... Xabila
- Vanda Correia... Embaixatriz de Portugal